# Фішман Яків Мойсейович
Яків Мойсейович Фішман (рос. Яков Моисеевич Фишман, 11 квітня 1887 — 16 липня 1961) — російський революціонер, політичний і військовий діяч, вчений-хімік, а також представник радянських спецслужб.

## Біографія
Народився 11 квітня 1887 в Одесі. В 1904 році приєднався до партії лівих есерів. В 1905 році закінчив Рішельєвську гімназію.
В грудні 1920 року його — співробітника Розвідувального управління РСЧА — під прикриттям посади «завідувача експортом» включили до складу радянської економічної делегації, що відвідувала Італію.
1921 року Фішман став воєнним аташе при повноважному представництві в Італії. Займався організацією радянської резидентури в Римі, здобуванням секретних документів і зразків зброї.
1922 року переведений до Німеччини, де виконував аналогічні завдання.
1925 року, після повернення до СРСР, послідовно очолював Військово-хімічне управління РСЧА, науково-технічний комітет, створений з метою науково-дослідної роботи в оборонному комплексі держави.
Від 1928 р. керував Інститутом хімічної оборони
5 липня 1937 р. був арештований за справою «військово-есерівського центру». Слідство тривало майже три роки. 29 травня 1940 р. Військова колегія Верховного Суду винесла вирок: 10 років таборів. Позбавлення волі відбував в «Особливому технічному бюро», де керував групою арештантів, що працювали над конструюванням нової моделі протигаза.
У 1947 р., після звільнення, отримав призначення на посаду завідувача кафедри хімії Саратовського інституту механізації сільського господарства.
1948 року переїхав до Умані, де працював доцентом місцевого сільськогосподарського інституту.
У квінтні 1949 р. повторно арештований за старим обвинуваченням. Заслання відбував у Норильську.
Реабілітований у 1955 році.